# Списак епизода серије Бољи живот

Бољи живот је југословенска телевизијска серија снимљена у продукцији Телевизије Београд која је постигла огромну гледаност у бившој СФР Југославији. Серија има 90 епизода, као и новогодишњи специјал. Прва сезона је премијерно емитована од 10. јануара до 4. јула 1987. године и броји 26 епизода, друга од 5. септембра 1987. до 25. јуна 1988. године и броји 29 епизода, а трећа и последња сезона је премијерно емитована од 21. октобра 1990. до 16. јуна 1991. године и броји 35 епизода.
Иако је у премијерном емитовању садржавала укупно 90 епизода, у свим репризним емитовањима серије приказиване су 82 епизоде. Наиме, прва два циклуса серије су након премијерног емитовања премонтирана и скраћена са 55 на 47 епизода, због чега је према појединим тврдњама из серије уклоњено најмање 10 сати сцена. Због велике популарности серије, снимљен је и целовечерњи филм који је означио почетак трећег циклуса.

## Преглед
| Сезона | Сезона | Епизоде | Епизоде | Оригинално емитовање | Оригинално емитовање |
| Сезона | Сезона | Епизоде | Епизоде | Премијера            | Финале               |
| ------ | ------ | ------- | ------- | -------------------- | -------------------- |
|        | 1.     | 26      | 26      | 10. јануар 1987.     | 4. јул 1987.         |
|        | 2.     | 29      | 29      | 5. септембар 1987.   | 25. јун 1988.        |
|        | 3.     | 35      | 35      | 21. октобар 1990.    | 16. јун 1991.        |

## Епизоде

### 1. сезона (1987)
Прва сезона серије је емитована од 10. јануара до 4. јула 1987. године. Оригинално је бројала 26 епизода, да би услед премонтирања након премијерног емитовања била скраћена на 22.
| Бр. еп. (укупно) | Бр. еп. (у сезони) | Наслов              | Редитељ                                    | Сценариста   | Премијера         |
| --- | ------------------ | ------------------- | ------------------------------------------ | ------------ | ----------------- |
| 1 | 1                  | "Бољи живот"        | Михаило Вукобратовић и Александар Ђорђевић | Синиша Павић | 10. јануар 1987.  |
| У свеукупној породичној гужви, Ема је поручила скупоцени кинески тепих, а Драгишини финансијски проблеми су и без тога несавладиви. Саша је тако чест гост на шалтеру Бироа за запошљавање да се већ спријатељио са службеницом Коком, a Боба добија још једну слабу оцену у школи. Драгишина старија сестра је преминула. Та скромна старица оставља тестамент и позамашно наслеђе њему и његовој деци. |                    |                     |                                            |              |                   |
| 2 | 2                  | "Тестамент"         | Михаило Вукобратовић и Александар Ђорђевић | Синиша Павић | 17. јануар 1987.  |
| Тетка је сваком од наследника поставила одређени услов који мора да испуни да би стекао право да користи наслеђе: Виолета мора да се уда и посвети породичном животу, Саша да се запосли, Боба да заврши матуру бар са врло добрим, а Драгиша мора тетки да подигне леп надгробни споменик. Прво одушевљење наследника је одмах спласнуло: Виолета би пре да се бави глумом и уметношћу, а на удају ни не помишља; Саша не може да нађе запослење јер таквих као он је пуно на Бироу, а Боби колико је до школе стало једва да ће се провући да не понавља разред. Драгиша ће морати прво да се задужи да би испунио теткину последњу жељу. Због свађе око кинеског тепиха, Ема код адвоката покреће бракоразводну парницу. |                    |                     |                                            |              |                   |
| 3 | 3                  | "Терминатор"        | Михаило Вукобратовић и Александар Ђорђевић | Синиша Павић | 24. јануар 1987.  |
| Виолети се испуњава амбиција да добије ангажман у позоришту. Саша нагло губи поене код своје девојке, лекарке Бранке, али их зато нагло добија код Коке. Захваљујући Еми која ненадано обнавља познанство из студентских дана са разредним, кога зову Терминатор, Боба добија шансу да поправи неку од слабих оцена. Драгиша се у предузећу ангажује као председник дисциплинске комисије. |                    |                     |                                            |              |                   |
| 4 | 4                  | "Скандал"           | Михаило Вукобратовић и Александар Ђорђевић | Синиша Павић | 31. јануар 1987.  |
| Уместо да се Саша запосли и добије две милијарде од тетке, а Виолета да се уда и добије још толико, догађа се супротно: Саша најављује женидбу са Бранком, а Виолета постаје стални члан позоришта. Драгиша и Ема успеју да среде да њихов захтев за развод „мирује” три месеца. Ема и Терминатор почињу да се састају. |                    |                     |                                            |              |                   |
| 5 | 5                  | "Заруке"            | Михаило Вукобратовић и Александар Ђорђевић | Синиша Павић | 7. фебруар 1987.  |
| Виолети нуде улогу Јулије. Емилија и Терминатор настављају са својим састанцима, сада и у вечерњим сатима. Драгиша одлучује да наручи споменик за гроб своје сестре. Саша долази на сопствену веридбу код Бранкиних родитеља, после више сати закашњења, јер га је случај одвео у Кокин стан... |                    |                     |                                            |              |                   |
| 6 | 6                  | "Јатаганац"         | Михаило Вукобратовић и Александар Ђорђевић | Синиша Павић | 14. фебруар 1987. |
| Емилија и Терминатор су све блискији. Кока долази на ново радно место. Драгишин сукоб са бившим возачем Бранковићем се продубљује. Очајан због Сашине незапослености, Драгиша обнавља своје младеначке „моравске” везе. |                    |                     |                                            |              |                   |
| 7 | 7                  | "Заручнички прстен" | Михаило Вукобратовић и Александар Ђорђевић | Синиша Павић | 21. фебруар 1987. |
| Кад се припит врати кући, Драгишини односи са Емом се погоршавају. Драгиша позајмљује новац од своје секретарице Даре и договара се са каменоресцем Мацолом око теткиног споменика. Саша одбија да позајми новац од Бранкине мајке. Терминатор позајмљује Боби милион за патике, а Виолета је све блискија са глумцем Бароном. |                    |                     |                                            |              |                   |
| 8 | 8                  | "Улога"             | Михаило Вукобратовић и Александар Ђорђевић | Синиша Павић | 28. фебруар 1987. |
| Виолета објављује да ће се удати за свог дугогодишњег момка Филипа. Драгишиног рођендана се нико није сетио. Он опет позајмљује новац од Даре, овог пута да би вратио дуг Терминатору. Бранковић прети убиством и самоубиством. Коку газдарица избацује из стана. Виолета добија улогу Јулије, а то квари све планове око удаје. |                    |                     |                                            |              |                   |
| 9 | 9                  | ?                   | Михаило Вукобратовић и Александар Ђорђевић | Синиша Павић | 7. март 1987.     |
| 10 | 10                 | "Портрет"           | Михаило Вукобратовић и Александар Ђорђевић | Синиша Павић | 14. март 1987.    |
| Виолета припрема изненађење Филипу, а Бранка својим родитељима. Љубав између Коке и Саше све је чвршћа. Настају неспоразуми око надгробног споменика. |                    |                     |                                            |              |                   |
| 11 | 11                 | "Годишњица матуре"  | Михаило Вукобратовић и Александар Ђорђевић | Синиша Павић | 21. март 1987.    |
| На прослави годишњице матуре коју Драгиша прославља са својим „моравцима”, поново се сусреће са Јатаганцем. Сашина веза са Коком се наставља, а такође и Емилијина са Терминатором. Боба има проблеме са професором ликовног, али зато поправља оцену из математике. Саша последњи сазнаје да ће постати отац. |                    |                     |                                            |              |                   |
| 12 | 12                 | "Одлука"            | Михаило Вукобратовић и Александар Ђорђевић | Синиша Павић | 28. март 1987.    |
| Кокини проблеми у предузећу се настављају. Драгиша иде код Јатаганца ради договора око Сашиног запослења. Саша долази да се са Бранкиним родитељима договори око свадбе. Ема, којој је доста Драгишиних проблема око споменика, обнавља бракоразводну парницу. |                    |                     |                                            |              |                   |
| 13 | 13                 | "Гигин флерт"       | Михаило Вукобратовић и Александар Ђорђевић | Синиша Павић | 4. април 1987.    |
| Боба је на путу да поправи оцену из физике. Око Коке се плете паукова мрежа у којој је главни актер њена шефица. Драгиша је у посети болесној секретарици Дари, где упознаје њеног мужа. |                    |                     |                                            |              |                   |
| 14 | 14                 | "Запослење"         | Михаило Вукобратовић и Александар Ђорђевић | Синиша Павић | 11. април 1987.   |
| Бранковић се понаша као да је добио уверење да је луд и креће у поход по предузећу. Први на реду је директор Курчубић. Док се редитељ покушава изборити са глумцима и самоуправљачима у позоришту, Филип изазива нови скандал. Кока и Јатаганац се случајно сусрећу у кафићу. Дару муж не оставља на миру и долази у њену канцеларију. Јатаганац јавља да је нашао посао за Сашу. |                    |                     |                                            |              |                   |
| 15 | 15                 | "Ромео и Јулија"    | Михаило Вукобратовић и Александар Ђорђевић | Синиша Павић | 18. април 1987.   |
| Проблеми породице Попадић се множе. Потребно је договорити се са будућим пријатељима око Сашине и Бранкине свадбе и платити клесару за споменик тетки. Ема и Терминатор се редовно састају у кафићу. Филип долази код Барона. |                    |                     |                                            |              |                   |
| 16 | 16                 | ?                   | Михаило Вукобратовић и Александар Ђорђевић | Синиша Павић | 25. април 1987.   |
| Филип и Барон рашчишћавају своје односе пиштољима. |                    |                     |                                            |              |                   |
| 17 | 17                 | ?                   | Михаило Вукобратовић и Александар Ђорђевић | Синиша Павић | 2. мај 1987.      |
| 18 | 18                 | ?                   | Михаило Вукобратовић и Александар Ђорђевић | Синиша Павић | 9. мај 1987.      |
| 19 | 19                 | ?                   | Михаило Вукобратовић и Александар Ђорђевић | Синиша Павић | 16. мај 1987.     |
| 20 | 20                 | "Сведочанства"      | Михаило Вукобратовић и Александар Ђорђевић | Синиша Павић | 23. мај 1987.     |
| За Барона, сукоб са Филипом води до сукоба са Виолетом. Време је за узбудљиву седницу наставничког већа у школи, која ће скројити Бобину судбину. Тетка је добила споменик. Сашу чека венчање, а Коку и Јатаганца други провод. |                    |                     |                                            |              |                   |
| 21 | 21                 | "Свадба"            | Михаило Вукобратовић и Александар Ђорђевић | Синиша Павић | 30. мај 1987.     |
| На Бранкиној и Сашиној свадби појављује се изненада један непозвани гост. Од добијеног новца од наследства, Боба прво откупљује сребрни прибор за своју мајку. Саши у новом дому не цветају руже, па је приморан да се за помоћ лично обрати Јатаганцу. |                    |                     |                                            |              |                   |
| 22 | 22                 | "Заводник"          | Михаило Вукобратовић и Александар Ђорђевић | Синиша Павић | 6. јун 1987.      |
| Саша као в.д. управник прима фирму која је пред потпуном пропашћу. Виолета на гостовању има новог удварача, али јој је Филип још увек за петама. На прослави Бобине матуре, Терминатор добија поклон од својих ђака, а Драгиша у најнезгоднијем тренутку долази на прославу. Дара долази код Бранковића у посету. |                    |                     |                                            |              |                   |
| 23 | 23                 | "Први радни дан"    | Михаило Вукобратовић и Александар Ђорђевић | Синиша Павић | 13. јун 1987.     |
| Драгиша тражи разговор са противником. Једини који заиста боље живи је, овога пута, Саша. Терминатор је пред живчаним сломом. Боба стиче занимљиво познанство. Бранковић је важнији него што изгледа. |                    |                     |                                            |              |                   |
| 24 | 24                 | "Гига жели развод"  | Михаило Вукобратовић и Александар Ђорђевић | Синиша Павић | 20. јун 1987.     |
| Неслога у кући тера Драгишу у кафану, а Ему код адвоката. Кад је Кока у питању, Јатаганац је присиљен да се лично експонира. Кад реч имају адвокати, неко од тога може имати и користи. Терминатор предлаже решење. Директор Курчубић мења страну. Драгиша постаје „рогат”. Ема и Дарин муж се драматично срећу. |                    |                     |                                            |              |                   |
| 25 | 25                 | "Криво оптужен"     | Михаило Вукобратовић и Александар Ђорђевић | Синиша Павић | 27. јун 1987.     |
| Драгишина и Бранковићева судбина се преплићу. Ема се виђа са Терминатором. Виолета је нашла „човека свог живота”, али он има ману. Боба сазнаје колико у савременом свету значи један земљак. У кући Попадића „топли оброк” се добија само кад кува гост, Ђанкарло. |                    |                     |                                            |              |                   |
| 26 | 26                 | "Специјализација"   | Михаило Вукобратовић и Александар Ђорђевић | Синиша Павић | 4. јул 1987.      |
| Терминатор се упушта у отворени дуел са таштом. Саша сазнаје да Бранку интересује специјализација у Француској. Ђанкарло и Виолета имају далекосежне планове. Коки се отварају нове перспективе. Јатаганац се жртвује. |                    |                     |                                            |              |                   |

### 2. сезона (1987−88)
Друга сезона серије је емитована од 5. септембра 1987. до 25. јуна 1988. године, с тим што је био прекид од 7. новембра 1987. до 20. фебруара 1988. године. Оригинално је имала 29 епизода у трајању од по 45 минута, али је услед премонтирања након премијерног емитовања скраћена на 25.
| Бр. еп. (укупно) | Бр. еп. (у сезони) | Наслов               | Редитељ                              | Сценариста   | Премијера           |
| --- | ------------------ | -------------------- | ------------------------------------ | ------------ | ------------------- |
| 27 | 1                  | "Гига одлази"        | Михаило Вукобратовић и Андрија Ђукић | Синиша Павић | 5. септембар 1987.  |
| Бранковић се одлучи оженити, а Драгиша остаје при разводу. Суд на расправу као сведока позива Терминатора. Коки истиче отказни рок. Боба упознаје певачицу Нину. |                    |                      |                                      |              |                     |
| 28 | 2                  | "Сведок"             | Михаило Вукобратовић и Андрија Ђукић | Синиша Павић | 12. септембар 1987. |
| Тражени сведок оптужбе професор Марковић, звани Терминатор, ипак се појављује на суду. Хоће ли Драгиша добити сатисфакцију? У предузећу доспева на високу функцију председника синдиката. Залутала Виолета се враћа кући. Саша добија шансу да се искаже, а Кока да живи поштено и од ваздуха. Еми се пружа шанса да започне нови живот. |                    |                      |                                      |              |                     |
| 29 | 3                  | "Принудна управа"    | Михаило Вукобратовић и Андрија Ђукић | Синиша Павић | 19. септембар 1987. |
| Драгиша у наступу самопоуздања револуционарно предлаже нове захвате за решавање стања у радној организацији. Ема и Терминатор почињу да се састају у стану рођака Ђорђевића код којег се Терминатор преселио. Кока није више у Јатаганчевој фирми. Виолета доживљава преображај, а Ема и Драгиша добијају госте. |                    |                      |                                      |              |                     |
| 30 | 4                  | "Ујак Коста"         | Михаило Вукобратовић и Андрија Ђукић | Синиша Павић | 26. септембар 1987. |
| Драгиша и Јатаганац се удружују против Курчубића. Ујак се потпуно усељава код Попадића. |                    |                      |                                      |              |                     |
| 31 | 5                  | "Бунда"              | Михаило Вукобратовић и Андрија Ђукић | Синиша Павић | 3. октобар 1987.    |
| Виолета је ипак нешто научила. Ема у налету доброг расположења покушава да помогне себи и Драгиши. Саша постаје човек чврсте руке под надзором Цигановића који игра своју игру. Јатаганац нуди Коки дугорочно решење на које она не пристаје. Ујак Коста и Боба започињу авантуру. |                    |                      |                                      |              |                     |
| 32 | 6                  | "Др. Иво"            | Михаило Вукобратовић и Андрија Ђукић | Синиша Павић | 10. октобар 1987.   |
| Боба је упоран, посећује Нину и сусреће се са њеним љубавником. Терминатор је стално у проблемима због таште и исељава се из стана. Драгиша има понуду за др Лукшића. Емилија је затечена Терминаторовом одлуком. |                    |                      |                                      |              |                     |
| 33 | 7                  | "Фрка"               | Михаило Вукобратовић и Андрија Ђукић | Синиша Павић | 17. октобар 1987.   |
| Амбициозни управник Саша окупља сараднике и уводи нови распоред радних места. Стиже анонимно писмо, па су Драгиша и Ема сада окупирани новим проблемом. Између др Лукшића и Виолете ствари се рашчишћавају. Отац и син затекну се на истој страни у барској тучи. |                    |                      |                                      |              |                     |
| 34 | 8                  | "Глава"              | Михаило Вукобратовић и Андрија Ђукић | Синиша Павић | 24. октобар 1987.   |
| Саша и Цигановић задовољно трљају руке јер је закључен први уговор. Кока и Саша се поново сусрећу пред Бироом за запошљавање. Ема установи да је муж не вара и посвећује му више пажње, али и Драгишина секретарица је пуна пажње. |                    |                      |                                      |              |                     |
| 35 | 9                  | "Пресуда"            | Михаило Вукобратовић и Андрија Ђукић | Синиша Павић | 31. октобар 1987.   |
| Драгиша је на збору радних људи предложен за директора, на запрепаштење Курчубића и Јатаганца. Нина је збуњена Емином посетом. Терминатор и Ема коначно остају сами, али се зачује звоно на вратима. Повреду на тениском игралишту др Лукшић лакше подноси јер је Виолета поред њега. На прослави ујка Костиног рођендана очекује се да стигне пакет за Драгишу, а стиже за Бобу. |                    |                      |                                      |              |                     |
| 36 | 10                 | ?                    | Михаило Вукобратовић и Андрија Ђукић | Синиша Павић | 5. новембар 1987.   |
| − | −                  | "Новогодишња"        | Михаило Вукобратовић и Андрија Ђукић | Синиша Павић | 31. децембар 1987.  |
| Попадићи и остали јунаци дочекују Нову годину. |                    |                      |                                      |              |                     |
| 37 | 11                 | "Рођендан"           | Михаило Вукобратовић и Андрија Ђукић | Синиша Павић | 20. фебруар 1988.   |
| Терминатор мора да прати огласе. Курчубићева супруга је добила анонимно писмо и почиње да пакује кофере. Кока је примљена на посао и изненађена је новим радним местом, а тек новим управником. Нина враћа Боби бунду и Боба је даје мајци. |                    |                      |                                      |              |                     |
| 38 | 12                 | "Боба иде у затвор"  | Михаило Вукобратовић и Андрија Ђукић | Синиша Павић | 27. фебруар 1988.   |
| Одлазак Терминатора спречава Ђорђевић у последњем тренутку. Док се бави кухињом, нежења тражи посао преко огласа. Боби је стигао позив. Гига је у очају мало „потегао”. Виолета и др Лукшић су пред браком. Боба се пакује и одлази на одслужење казне. |                    |                      |                                      |              |                     |
| 39 | 13                 | "Француз"            | Михаило Вукобратовић и Андрија Ђукић | Синиша Павић | 5. март 1988.       |
| Терминаторова бивша породица се успешно слаже са садашњом. Очекују се, на више страна, свадбене новости. Страни партнери не желе да се прилагоде домаћем начину управљања, па Дипон хоће да види само Курчубића. У кафани где Нина пева, Курчубић доводи Дипона. На помолу је нова љубав. У Сашином предузећу Мајкић слаби, Кока се дебља, а фирма се опоравља. |                    |                      |                                      |              |                     |
| 40 | 14                 | "Мушки разговор"     | Михаило Вукобратовић и Андрија Ђукић | Синиша Павић | 12. март 1988.      |
| Емилија саветује Виолету како да реши свој проблем. Као искусан педагог, Терминатор одлази у Падинску скелу да посети Бобу који ће га замолити за одређену интервенцију. Избија велика сцена између др Лукшића и добро посаветоване Виолете. |                    |                      |                                      |              |                     |
| 41 | 15                 | "Прошња"             | Михаило Вукобратовић и Андрија Ђукић | Синиша Павић | 19. март 1988.      |
| Ивин отац, Лујо Лукшић, узима ствар у своје руке, па доноси изгубљену дозволу за вожњу Виолети и у кући Попадића наилази на правог саговорника — ујка Косту. Код Саше се спрема догађај са далекосежним последицама. Извесни Кркић одлази у пензију, а Кока на трудничко боловање. Курчубић ипак иде у Париз, уз свесрдну подршку Јатаганца. Ема помаже Терминатору да направи послужење за Ђорђевићеву гошћу. Цигановићева супруга Лепосава је стигла до луднице, где се запослила као чистачица. |                    |                      |                                      |              |                     |
| 42 | 16                 | "Ручак"              | Михаило Вукобратовић и Андрија Ђукић | Синиша Павић | 26. март 1988.      |
| Терминаторова жена и ташта стижу на заказану вечеру, али нажалост нешто раније. Ђорђевић доживи инфаркт. Кркић инсистира на питању где је Цигановићева жена, а све то због бодова за стан. Дара се коначно развела и поново је слободна, па може да бира. Боба се опет сукобљава са осталим затвореницима. |                    |                      |                                      |              |                     |
| 43 | 17                 | "Потписан уговор"    | Михаило Вукобратовић и Андрија Ђукић | Синиша Павић | 2. април 1988.      |
| Емилија код др Лукшића поново наилази на шјор Луја који игра своју игру. Иако Виолета тврди да је Драгиша коначно најурио др Лукшића, он се управо појављује. Бобина „одисеја” се наставља. Саша посећује Коку. |                    |                      |                                      |              |                     |
| 44 | 18                 | "Датум"              | Михаило Вукобратовић и Андрија Ђукић | Синиша Павић | 9. април 1988.      |
| Ема сазнаје тужну и невероватну истину о тешкоћама Терминаторовог живота. Виолета се, напокон, приближава теткином ултиматуму за добијање две милијарде. Сви су на окупу: Иво, шјор Лујо, већина Попадића, а чека се само Боба да изађе из затвора. Саша је у јадном стању. |                    |                      |                                      |              |                     |
| 45 | 19                 | "Комшија"            | Михаило Вукобратовић и Андрија Ђукић | Синиша Павић | 16. април 1988.     |
| Дара, као разведена, постаје врло интересантна Биберовићу, а Драгиша то прима са нервозом. Јатаганац има нове идеје. Виолета и Иво купују венчаницу, а Ема и Терминатор се састају на „ничијем терену”. Затворска приредба и тучњава. Бранка објављује да остаје у Београду. |                    |                      |                                      |              |                     |
| 46 | 20                 | "Премештај"          | Михаило Вукобратовић и Андрија Ђукић | Синиша Павић | 23. април 1988.     |
| Боба има неочекивану посету у затвору, Курчубић се меша Драгиши у живот. Реплика да доктори мало греше сами, мало са сестрама, почиње да смета Виолети. Стари брачни парови се свађају, нови такође. На вратима стана госпође Савете и њене кћери Леле, појављује се, са цвећем у руци, нови, а опет, стари гост. Кока тражи стан за себе и дете. |                    |                      |                                      |              |                     |
| 47 | 21                 | "Повратак"           | Михаило Вукобратовић и Андрија Ђукић | Синиша Павић | 30. април 1988.     |
| Лелица је потписала споразумни развод. Све излуђују припреме за Виолетино венчање. Драгиша мора, најпре, на посао, Саша такође, а Иво још ради. Као и обично, код Попадића ништа не иде својим током. |                    |                      |                                      |              |                     |
| 48 | 22                 | "Свадба"             | Михаило Вукобратовић и Андрија Ђукић | Синиша Павић | 7. мај 1988.        |
| Иво је на аеродрому, у општини је хаос, а шјор Лујо је изгубио локал који је закупио. Јатаганац, који је пред изборима, има посету која му не одговара. У свакодневицу, на овај свечани дан, Попадићима се враћа Мацола, а у живот им улази нови лик, мајка др Лукшића, шјора Кате. Боба, сада већ човек са искуством, упознаје новог ортака. |                    |                      |                                      |              |                     |
| 49 | 23                 | "Живадинка"          | Михаило Вукобратовић и Андрија Ђукић | Синиша Павић | 14. мај 1988.       |
| Код Попадића све се некако уредило. Срећни младенци доносе мало мира и другима, нарочито Еми и Драгиши. Шјора Кате заводи ред, преко шјор Лује. Драгиша добија незгодну жену за дактилографкињу. Кока је у новом стану. Уз нову плочу, Нина доживљава још једно изненађење. Ујка Коста оставља бунду, а добија потврду. |                    |                      |                                      |              |                     |
| 50 | 24                 | "Шетња"              | Михаило Вукобратовић и Андрија Ђукић | Синиша Павић | 21. мај 1988.       |
| Долази до обрачуна између Еме и Терминаторове таште. Ема одговара за отимачину мужа, а ујка Коста одговара за шверц крзна код судије за прекршаје. Поновни сусрет Бобе и Нине. У предузећу, Курчубић спрема отказ Драгиши. |                    |                      |                                      |              |                     |
| 51 | 25                 | "Пресељење"          | Михаило Вукобратовић и Андрија Ђукић | Синиша Павић | 28. мај 1988.       |
| Бранка и Кока воде непријатан разговор, а Саша покушава да смири ситуацију. Нина жели нешто да поклони Јатаганцу. Дара размишља о особинама свог будућег партнера. Ујка Коста се спрема на путовање. |                    |                      |                                      |              |                     |
| 52 | 26                 | "Одлазак"            | Михаило Вукобратовић и Андрија Ђукић | Синиша Павић | 4. јун 1988.        |
| Ујка Коста је отпутовао. Ема, напокон, стиже до Терминатора који је чека у студентској собици са студентским идејама. Долази до још једног венчања, скромног, али достојанственог. |                    |                      |                                      |              |                     |
| 53 | 27                 | ?                    | Михаило Вукобратовић и Андрија Ђукић | Синиша Павић | 11. јун 1988.       |
| 54 | 28                 | "Позајмица (1. део)" | Михаило Вукобратовић и Андрија Ђукић | Синиша Павић | 18. јун 1988.       |
| После растанка од Бранке, Саша одлази код Коке. Остатак Попадића отвара ујка Костине ствари. Мацола долази по своје. |                    |                      |                                      |              |                     |
| 55 | 29                 | "Позајмица (2. део)" | Михаило Вукобратовић и Андрија Ђукић | Синиша Павић | 25. јун 1988.       |
| Попадићи, ојачани Лукшићима, до бољег живота стижу свако на свој начин. Да ли је Сашин брак од самог почетка био на истим ногама као његова самоуправна функција? Да ли су Бобине студије логично проистекле из његовог дотадашњег начина живота? Да ли су Ема и Гига нешто ипак научили? Ујка Коста је, одлазећи, ипак остао са Попадићима. |                    |                      |                                      |              |                     |

### 3. сезона (1990−91)
| Бр. еп. (укупно) | Бр. еп. (у сезони) | Наслов             | Редитељ              | Сценариста   | Премијера          |
| --- | ------------------ | ------------------ | -------------------- | ------------ | ------------------ |
| 56 | 1                  | "Солун"            | Михаило Вукобратовић | Синиша Павић | 21. октобар 1990.  |
| Ема одлази у туристичку агенцију где је чека пријатно изненађење. Драгишу изненађење чека у предузећу — жене су се побуниле. Он покушава да их умири, али су оне непоколебљиве у остваривању својих права, нарочито за 8. март и шопинг туру до Солуна. У стану Попадића је окршај: Виолета и др Лукшић упловљавају у немирне брачне воде. |                    |                    |                      |              |                    |
| 57 | 2                  | "Порођај"          | Михаило Вукобратовић | Синиша Павић | 28. октобар 1990.  |
| Освануо је 8. март. Гига је у Солуну. У Београду, Иво покушава да изглади своје односе са Вики, за сада безуспешно. Ни Буби не иде баш све као по лоју за празник: магистар Ђорђевић показује знаке непослушности. |                    |                    |                      |              |                    |
| 58 | 3                  | "Царина"           | Михаило Вукобратовић | Синиша Павић | 4. новембар 1990.  |
| Боба долази кући на одсуство. Гига се враћа из Солуна. Ема је још увек бесна, али попушта кад добије бунду и парфем за годишњицу брака. Највеће изненађење им приређује Саша. Ема и Гига сазнају да су добили унука. Примирја нема само за Вики и др Лукшића. |                    |                    |                      |              |                    |
| 59 | 4                  | "Оркестар"         | Михаило Вукобратовић | Синиша Павић | 11. новембар 1990. |
| Последице шопинга још трају. Боба се враћа у јединицу и ступа у војни оркестар. Саша посећује Коку у болници, међутим, сцена коју угледа са врата њене собе потврђује његове сумње. |                    |                    |                      |              |                    |
| 60 | 5                  | "Немачка"          | Михаило Вукобратовић | Синиша Павић | 18. новембар 1990. |
| Драгишин пословни разговор поприма крајње неочекиван обрт. Курчубићу прети падање у немилост и он одлучује да постане Јатаганцу противник на изборима. Ема саветује ћерку да пређе у офанзиву. |                    |                    |                      |              |                    |
| 61 | 6                  | "Чије је дете"     | Михаило Вукобратовић | Синиша Павић | 25. новембар 1990. |
| У посети код сестре Маје, Вики постиже пун погодак. За то време, у кући Попадића, ташта покушава да умири зета. Таман кад у томе успе, у кућу упада усплахирена Вики, машући својим „папирима”. Бољи живот је за Попадиће даље него икад. Коку у болници посећује Курчубић и поред његове „најбоље намере”, њој је посета присела. У Бобином оркестру расте температура, али ће их убрзо охладити један рапорт. |                    |                    |                      |              |                    |
| 62 | 7                  | "Оде Лујо"         | Михаило Вукобратовић | Синиша Павић | 2. децембар 1990.  |
| Боба у војсци наилази на мноштво проблема. Гига почиње да се занима за кривични закон. По повратку из породилишта, Коку у стану чека непријатно изненађење. Ема покушава да спаси Виолетин брак, али се ствари све више компликују. |                    |                    |                      |              |                    |
| 63 | 8                  | "Соба"             | Михаило Вукобратовић | Синиша Павић | 9. децембар 1990.  |
| Коку на један начин, а др Лукшића на други, муче подстанарски проблеми. Гиги на послу не иде баш најбоље. Боба у војсци опет зарађује казну. Емилија одлучује да се жртвује за добробит породице, па решава да прода бунду. Док је односи у комисион, настаје компликација. |                    |                    |                      |              |                    |
| 64 | 9                  | "Пакет и писмо"    | Михаило Вукобратовић | Синиша Павић | 16. децембар 1990. |
| Кока се са тешком муком пробија у бољи живот и пролази кроз искушења подстанарства. Ема пријављује крађу бунде, али се наслућује да хватање крадљивца неће бити једноставно. Вики код адвоката предузима кораке за покретање бракоразводне парнице. Бобин друг из оркестра добија од куће пакет са храном и лошим вестима, међутим, поручник нема много слуха за његово душевно стање. Боба, као прави друг, прискаче у помоћ.                                                                                                 |                    |                    |                      |              |                    |
| 65 | 10                 | "Покер"            | Михаило Вукобратовић | Синиша Павић | 23. децембар 1990. |
| Саша открива да му у животу једино иду карте. Јатаганац је успешно притиснуо Рапајића да му као противкандидата намести Курчубића. У стану Попадића влада расуло: Еми „паук” односи ауто, а Гига разљућен опет напада погрешног човека. Боба је добио излаз у град, али следи сусрет са војном полицијом. |                    |                    |                      |              |                    |
| 66 | 11                 | "Привођење"        | Михаило Вукобратовић | Синиша Павић | 30. децембар 1990. |
| Драгиши се код иследника отварају очи и тек тада схвата кога је пребио. Ни Паши не иде све од руке: брак му шкрипи, а муштерије не плаћају рачуне. У предузећу Балкан промет, Курчубић се и даље држи радикалног правца. Усред озбиљног састанка, упада Кока, тражећи новац за стан. Курчубић јој нуди неочекивано решење. За Бобу је почео велик дан — такмичење војних оркестара. |                    |                    |                      |              |                    |
| 67 | 12                 | "Нова ученица"     | Михаило Вукобратовић | Синиша Павић | 6. јануар 1991.    |
| Бољи живот је за Попадиће још веома далеко. У кући влада хронична беспарица. Боба је стигао до краја рока, а ова вест би више обрадовала његове родитеље да му сад није потребан новац за нову гардеробу. Др Лукшић се враћа у момачке дане и одлази у свој омиљени ресторан, али тамо га чека велико изненађење. |                    |                    |                      |              |                    |
| 68 | 13                 | "Растанак"         | Михаило Вукобратовић | Синиша Павић | 13. јануар 1991.   |
| Виолета и адвокат Милићевић одлазе на вечеру која поприма неочекиван обрт. Саша ређа пословне успехе. За Јатаганца наступају нови дани. На реду је планирање породице. Нина, међутим, не дели његово одушевљење. |                    |                    |                      |              |                    |
| 69 | 14                 | "Бобин повратак"   | Михаило Вукобратовић | Синиша Павић | 20. јануар 1991.   |
| Боба се у возу упознаје са Љиљаном, која сумња у његову добронамерност. Др Лукшић схвата да је непожељан у кући своје станодавке. Гига посећује Биберовића и Дару. Усред разговора појављује се Дарин бивши супруг. Емилија жели да се упозна са оцем своје нове, проблематичне ученице и на своје изненађење открива да познаје њену маћеху. Курчубић је Коки осигурао стан. Саша тражи женско друштво и налази га, али открива да дама има и дете.                                                                           |                    |                    |                      |              |                    |
| 70 | 15                 | "Преноћиште"       | Михаило Вукобратовић | Синиша Павић | 27. јануар 1991.   |
| Љиљана је опљачкана, па јој Боба позајмљује новац да би могла да настави путовање. У стану Јатаганца је веома бурно. Поред најављеног кувара, стиже ненајављени Курчубић. Боба помаже Љиљани да се снађе у новом граду. Стан Попадића постаје поприште разних сусрета. Кока је коначно нашла одговарајући стан, али баш кад се спремала за селидбу, Јездино здравље попушта. Иво Лукшић налази нову газдарицу, Лелину мајку.                                                                                                   |                    |                    |                      |              |                    |
| 71 | 16                 | "Скидање главе"    | Михаило Вукобратовић | Синиша Павић | 3. фебруар 1991.   |
| Др Лукшић има среће са новом газдарицом. За Нину и Јатаганца бољи живот је све даље. Кока још увек не може да напусти Језду, јер му је потребна као болничарка. У Гигиној канцеларији, Живка отвара бутик. Чак ни Биберовић не може да одоли потрошачкој грозници, нарочито кад је у питању појас за кичму. Љубоморни Паша проверава супругу и на послу и долази до погрешних закључака. Мирни породични ручак Попадића прекида неочекивани гост — Лујо.                                                                       |                    |                    |                      |              |                    |
| 72 | 17                 | "Изненадни гост"   | Михаило Вукобратовић | Синиша Павић | 10. фебруар 1991.  |
| Лујо се распитује о деци, а Попадићи покушавају да избегну незгодну тему. Адвокат Милићевић одлучује да промени лекара. Код Завишића, све је спремно за озбиљну партију покера. Чека се четврти, а долази неко сасвим неочекиван. Нина и Јатаганац плове по узбурканом брачном мору. Сања долази код Паше по ланчић, а добија батине. |                    |                    |                      |              |                    |
| 73 | 18                 | "Носорог"          | Михаило Вукобратовић | Синиша Павић | 17. фебруар 1991.  |
| Ема још увек ратује са својом ученицом Сањом. Овога пута је шаље код директора, јер не верује у њену причу о покушају силовања, међутим, директор је на страни ученице. Др Лукшића напуштају и пацијенти и сестра Маја, а његов отац се појављује да му држи придике. Боба пати због неуредног живота и недостатка новца. Кока не успева да се ослободи Језде. |                    |                    |                      |              |                    |
| 74 | 19                 | "Менаџер"          | Михаило Вукобратовић | Синиша Павић | 24. фебруар 1991.  |
| Боба среће Љиљану која продаје пљескавице и постаје њен менаџер. Јатаганац од своје секретарице сазнаје неугодне кулоарске приче и одлучује се да свог противника позове на љубавни састанак. Запослене у Балкан промету очекује шок. Сазнаје се да директор намерава да прода фирму. Др Лукшић не престаје да нервира Виолету иако нису у блиском контакту. Овога пута, разлог је његов црни Форд. Лела се коначно упознаје са Бубиним новим подстанаром.                                                                     |                    |                    |                      |              |                    |
| 75 | 20                 | "Купац"            | Михаило Вукобратовић | Синиша Павић | 3. март 1991.      |
| Захваљујући Бубиној доброј организацији, Лела и Иво се упознају. На суђењу, Гигин адвокат примењује неочекивану тактику. У предузеће Балкан промет стиже купац, необичне професије — Мацола. Виолета и њен адвокат са службеног прелазе на приватан разговор. Боба и даље облеће око Љиљане, међутим, она планира важније састанке. |                    |                    |                      |              |                    |
| 76 | 21                 | "Рођендан"         | Михаило Вукобратовић | Синиша Павић | 10. март 1991.     |
| Љиља открива да је њен уговор са тренером познатог рукометног клуба лажан. Боба се поново огледа у улози Љиљиног менаџера. Саша коначно одлази Коки и сину у посету, али не затиче је саму. После Јездиних прича, Сашу поново обузима сумња у вези Кокиног поштења. Гига великодушно доноси бившем зету његов новац, тражећи заузврат малу позајмицу. Јатаганац покушава да смири Спечену, али то му не иде од руке. |                    |                    |                      |              |                    |
| 77 | 22                 | "Пробна вожња"     | Михаило Вукобратовић | Синиша Павић | 17. март 1991.     |
| Кока долази у стан Попадића. Ема и Гига сазнају да ће постати баба и деда, додуше путем суда. Адвокат Милићевић ужива у Виолетином друштву. Код Бубе је весело, слави се Лелин рођендан, а галантни др Иво јој доноси поклон. Усред славља, доктор добија судски позив. После доброг провода, адвокат Милићевић вози Виолету кући и повлачи погрешан потез. |                    |                    |                      |              |                    |
| 78 | 23                 | "Друг из војске"   | Михаило Вукобратовић | Синиша Павић | 24. март 1991.     |
| Адвокату Милићевићу је све теже са Виолетом. Гига и даље ратује са Живком због слободних дана и правописних грешака. Боба опет изиграва Љиљиног менаџера, овог пута уз помоћ другова из војске. Јатаганац и његова секретарица врло интимно прослављају петогодишњицу заједничког рада. Нина шаље Јатаганцу предлог за споразумни развод брака. |                    |                    |                      |              |                    |
| 79 | 24                 | "Руже"             | Михаило Вукобратовић | Синиша Павић | 31. март 1991.     |
| Адвокат Милићевић покушава да букетом ружа изглади однос са Вики. Кокин први дан на послу, после породиљског одсуства, протиче бурно. Сања напушта школовање и загорчава Еми живот опроштајним писмом. Буба све више усавршава своје организаторске способности, везане за Лелу и др Ива. Овог пута на реду је позориште. |                    |                    |                      |              |                    |
| 80 | 25                 | "Анкета"           | Михаило Вукобратовић | Синиша Павић | 7. април 1991.     |
| Јатаганац у кући затиче незваног госта. Гигино суђење поприма неочекиван ток. Саша добија радно место на основу коцкарског дуга. Сада је помоћник генералног директора. Боба се и даље бави анкетирањем становништва. Овог пута на реду је Данило Зекавица. |                    |                    |                      |              |                    |
| 81 | 26                 | "Породично стабло" | Михаило Вукобратовић | Синиша Павић | 14. април 1991.    |
| Сашин таленат за блефирање долази до пуног изражаја на новом радном месту. Виолета се сусреће са новим невољама — не може да подигне наследство без мужа. Љиљину каријеру у киоску прекида Мацолина жена. Сања поново гњави Пашу због ланчића. Виолета добија неочекивану понуду од адвоката Милићевића. |                    |                    |                      |              |                    |
| 82 | 27                 | "Наплата"          | Михаило Вукобратовић | Синиша Павић | 21. април 1991.    |
| Виолета доживљава нови шок — добија брачну понуду. Јатаганчевом реизбору сметају анонимна писма. Запослени у Балкан промету организују побуну. Курчубић је на ивици нервног слома. Као и обично, Боба спашава Љиљу. |                    |                    |                      |              |                    |
| 83 | 28                 | "Молба"            | Михаило Вукобратовић | Синиша Павић | 28. април 1991.    |
| Ординација др Лукшића постаје веома прометна. Први посетилац је Виолета са пословним предлогом о наследству. У предузећу Балкан промет ситуација је и даље напета. После разговора са Јатаганцем, Курчубић схвата да су његове шансе за бољи живот све мање. Саша, и поред дивне канцеларије и секретарице, мучи муку са послом. Кока и Језда настављају са препуцавањем. |                    |                    |                      |              |                    |
| 84 | 29                 | "Писаћа машина"    | Михаило Вукобратовић | Синиша Павић | 5. мај 1991.       |
| Сања покушава да замени Пашине доларе у банци и открива да су лажни. Боба и Љиља коначно налазе заједнички језик. Паша је одлучио да дође до својих долара помоћу полиције. Живка добија електричну писаћу машину и диктафон, али, машина мора да се сервисира. Вики се поново уверава колико је Ивин медитерански темперамент непредвидљив. |                    |                    |                      |              |                    |
| 85 | 30                 | "Превоз"           | Михаило Вукобратовић | Синиша Павић | 12. мај 1991.      |
| Виолета је остала без брака и без наследства. У Гигином предузећу је на реду утврђивање одговорности за крађу писаће машине. Кока још увек има проблема са Јездом. Саша покушава да се прилагоди новом начину живота. У томе му помаже његова згодна секретарица. |                    |                    |                      |              |                    |
| 86 | 31                 | "Живадинка сведок" | Михаило Вукобратовић | Синиша Павић | 19. мај 1991.      |
| Јутро у породици Попадић започиње свађама. Овог пута тема је брак. Гигино суђење постаје све занимљивије, нарочито кад приступи сведок оптужбе Курчубић, али Гигин адвокат вешто избегава замку. Радећи анкету, Боба стиже до Језде. Сању у притвору због лажних долара посећују родитељи. Лела лечи др Лукшића од мамурлука. |                    |                    |                      |              |                    |
| 87 | 32                 | "Просац"           | Михаило Вукобратовић | Синиша Павић | 26. мај 1991.      |
| Адвокат Милићевић најављује званичну посету породици Попадић да запроси Вики. Када стигне Гига, шок је потпун. Адвокат и оптужени се налазе лицем у лице у сасвим другачијим околностима и Гига га избацује из стана. Нови купац Балкан промета жели да искористи повољну прилику и дочепа се фирме пред стечајем. Радници поново организују штрајк. Језда саставља тестамент и одлази у болницу на нове контроле. Љиљин нови спонзор није заинтересован само за спорт. Боба је увређен и бесан. Јатаганац Нини нуди помирење. |                    |                    |                      |              |                    |
| 88 | 33                 | "Наследник"        | Михаило Вукобратовић | Синиша Павић | 2. јун 1991.       |
| Бобина и Љиљина веза наилази на препреке. Ема одлази да обиђе унука, али наилази на непријатно изненађење. Јатаганчеви некадашњи заштитници га шаљу у Балкан промет, код старог супарника Курчубића. Сања жели да упише глуму. Вики открива да би брак са адвокатом Милићевићем био грешка. Саша родитељима уручује позив за пријем код родитеља своје секретарице и веренице. Буба открива да се др Лукшић спрема на егзотично путовање.                                                                                      |                    |                    |                      |              |                    |
| 89 | 34                 | "Тестамент"        | Михаило Вукобратовић | Синиша Павић | 9. јун 1991.       |
| Уместо лепих вести по питању докторовог путовања, Бубу и Лелу чека отрежњење. После дужег времена, Дара посећује мужа у предузећу и одмах долази на занимљиву идеју. На суду, Гигу очекује пријатно изненађење. У предузећу Балкан промет на реду је избор стечајног управника. Коку очекују два изненађења, прво на суду, а друго код куће. Ништа мање драматично није ни за Сањиног оца, поготово кад чује резултате пријемног испита.                                                                                       |                    |                    |                      |              |                    |
| 90 | 35                 | "Унук"             | Михаило Вукобратовић | Синиша Павић | 16. јун 1991.      |
| Боби је коначно свануло. Ђукан му нуди занимљив посао на мору. Неочекивано, у помоћ им прискаче Нина Андрејевић лично. У предузећу, Гигу чека још једно изненађење. Виолета родитељима саопштава одлуку да одлази од куће. И за Сашу је куцнуо час одлуке: дефинитивно се жени. Попадићи имају важног посла на аеродрому — одлазе у бољи живот. |                    |                    |                      |              |                    |